# Sergio Marqués
Sergio Rutilio Marqués Fernández (Gijón, Asturias, 4 de agosto de 1946-ibidem, 8 de mayo de 2012) fue un abogado y político español, presidente del Principado de Asturias entre 1995 y 1999.

## Trayectoria

### Inicios
Se licenció en Derecho por la Universidad de Oviedo en 1967. Desde 1972 fue abogado en los Colegios de Abogados de Oviedo y Gijón. Fue director de una empresa dedicada al metal entre 1973-1979 y desde 1979 hasta 1983 residió en Puerto Rico. Regresó a España y estuvo hasta 1985 en Barcelona.
En 1977 entró a formar parte del recién creado partido Alianza Popular. Formó parte de la candidatura de ese partido a la Junta General del Principado de Asturias en las elecciones autonómicas de 1987, resultando elegido diputado y renovando el escaño en los comicios de 1991. En septiembre de 1993, fue elegido vicepresidente del Partido Popular asturiano.

### Presidente del Principado de Asturias (1995-1999)

#### Elección y gobierno (1995-1998)
Tras la renuncia de Isidro Fernández Rozada, encabeza la candidatura del PP a las elecciones a la Junta General del Principado de 1995, resultando vencedor con mayoría simple (21 de 45 diputados). El entonces Presidente Antonio Trevín (PSOE), consiguió 17 diputados y no pudo pactar con otras formaciones su continuidad. Fue investido Presidente del Principado el 10 de julio de 1995.

#### Fractura con el PP y creación de URAS (1998-1999)
Sin embargo, su mandato no estuvo exento de polémicas. Marqués y parte de su Gobierno tenían grandes diferencias de criterio con los dirigentes regionales y nacionales del PP (especialmente con Francisco Álvarez-Cascos, que tenía una visión centralista del partido, y Gabino de Lorenzo, alcalde de Oviedo crítico con su gestión). Sergio Marqués decidió romper las relaciones con su partido, y el 2 de diciembre de 1998 fundó la Unión Renovadora Asturiana (URAS), partido de corte regionalista que giraba en torno a su persona y que estaba formado casi exclusivamente por los desencantados con el Partido Popular. Continuó adelante con su gobierno aunque con sustanciales cambios de consejeros afines a él en el Consejo de Gobierno y en minoría parlamentaria, puesto que sólo contaba con el apoyo de cuatro diputados del Grupo Mixto (todos exmiembros del PP). En marzo de 1999 el PP presenta una moción de censura contra Marqués, que es rechazada por la abstención de gran parte de los miembros de la Junta General.
Marqués concurrió como cabeza de lista del URAS en las elecciones autonómicas de mayo 1999, obteniendo un pobre resultado (3 diputados) y pasando a la oposición durante la V legislatura (1999-2003). De este modo, el 22 de julio de 1999 es sustituido como Presidente del Principado por Vicente Álvarez Areces (PSOE).

### Oposición y formación de Unión Asturianista

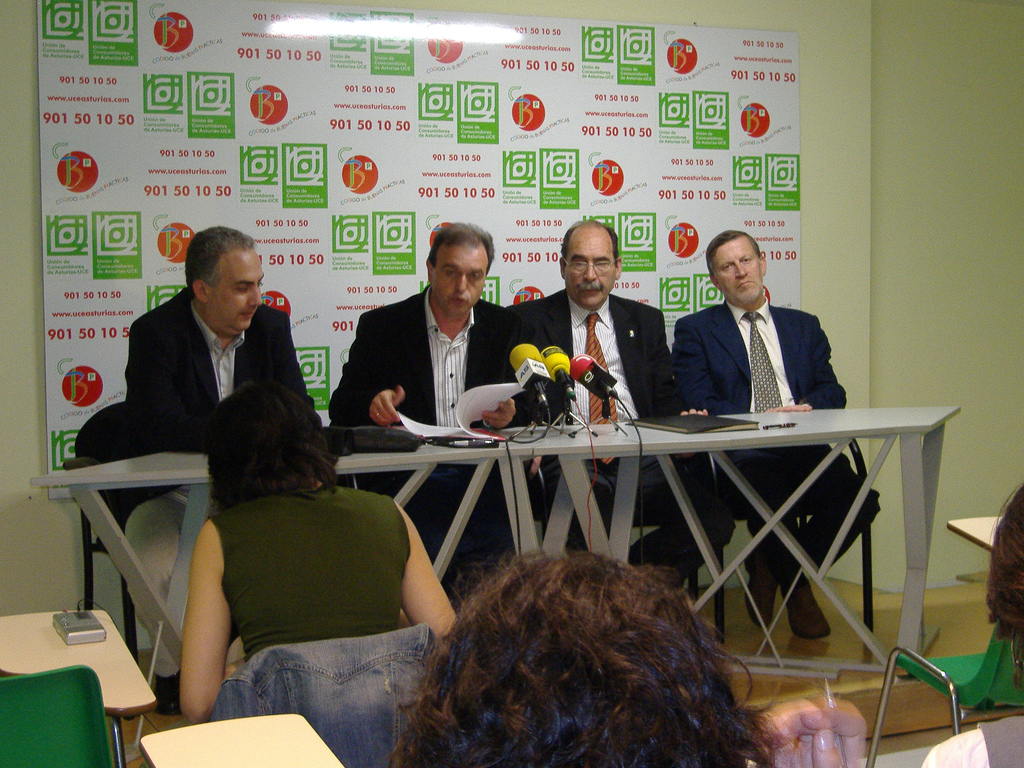
Fotografiado en 2007 en una reunión de URAS-PAS con UCE

Muchos de los dirigentes del PP, que en principio había apoyado las tesis de Marqués y habían dejado el Partido Popular de Asturias para integrarse en URAS, fueron abandonando el nuevo partido poco a poco, y en las elecciones autonómicas y municipales de 2003 regresaron a las filas populares. Marqués encabezó de nuevo la candidatura de URAS a la Junta General, pero esta vez no obtuvo ningún escaño. Marqués fue diputado en las legislaturas II, III, IV y V de la Junta General (1987-2003).
En 2004, Marqués impulsó la creación de Unión Asturianista, una coalición entre su partido y el Partíu Asturianista (PAS) de Xuan Xosé Sánchez Vicente, cambiando a una posición política asturianista y puramente de Centro. Encabezó la candidatura de este nuevo partido las elecciones autonómicas de 2007, obtuvo 13.338 votos (2,2%), con los que no consiguió escaño.
El 24 de noviembre de 2007 le sustituye en la presidencia del URAS Javier López Alfonso.
Sergio Marqués falleció el 8 de mayo de 2012 en su ciudad natal, tras sufrir un infarto del que no pudo recuperarse. Estuvo casado con Elena Prendes y su hijo, Sergio Marqués Prendes, fundó el think tank neoliberal El Club de los Viernes.